# Porphyrophora turaigiriensis
Porphyrophora turaigiriensis är en insektsart som beskrevs av Jashenko 1989. Porphyrophora turaigiriensis ingår i släktet Porphyrophora och familjen pärlsköldlöss.
Artens utbredningsområde är Kazakstan. Inga underarter finns listade i Catalogue of Life.